# ティボール・シェーケ
ティボール・シェーケ（Tibor Szőke, 1912年10月23日 - 2009年1月26日）は、ハンガリー出身の指揮者。

## 経歴
1912年、ブダペスト生まれ。生地の音楽院に学び、1930年からヤーノシュ・フェレンチクの下でブダペスト国立歌劇場のコレペティートルを務めた。1945年にブダペストMAV交響楽団の創立指揮者となり、1947年にはブダペストMAV交響楽団のウィーンでの演奏会を成功させ、このオーケストラの名声の礎を築いた。1949年から活動拠点を国外に移し、ウィーン国立歌劇場やケルン歌劇場などに客演して音楽活動を継続した。またベルリンのHMVコロンビアのスタジオに務めてヘルベルト・フォン・カラヤンらの録音に関与し、定年後は指揮法の教師となった。1995年にはブダペストMAV交響楽団の創立50周年のコンサートに招聘されて指揮をしている。
2009年、ウィーンにて長逝。